# Џефри Донован
Џефри Томас Донован (енгл. Jeffrey Thomas Donovan; рођен Ејмсбери, Масачусетс, 11. мај 1968), амерички је позоришни, филмски и ТВ глумац, најпознатији као бивши шпијун Мајкл Вестен у хит телевизијској серији Одстрел. Играо је Роберта Кенедија у филму Клинта Иствуда, Џеј Едгар (2011).
Глумио је у бројним филмовима и серијама, а запажене улоге остварио је у: Замена, Сикарио, Покајник, Крајње поремећен, шокантно окрутан и зао, те серијама Фарго (2. сезона), Ред и закон и др.